# 红花铺镇
红花铺镇，是中华人民共和国陕西省宝鸡市凤县下辖的一个乡镇级行政单位。

## 行政区划
红花铺镇下辖以下地区：
红花铺村、魏家湾村、白家店村、永生村和草凉驿村。